# 사인상
사인상(1960년 12월 18일 ~)은 OB 베어스의 전 야구 선수다. 청원고등학교를 졸업했다.

## 같이 보기
- 1984년 OB 베어스 시즌
- 1986년 OB 베어스 시즌